# Uraspis
Uraspis is een geslacht van straalvinnige vissen uit de familie van horsmakrelen (Carangidae). Het geslacht is voor het eerst wetenschappelijk beschreven in 1855 door Bleeker.

## Soorten
- Uraspis helvola (Forster, 1801)
- Uraspis secunda (Poey, 1860)
- Uraspis uraspis (Günther, 1860)